# Alchemilla leutei
Alchemilla leutei är en rosväxtart som beskrevs av Fröhner. Alchemilla leutei ingår i släktet daggkåpor, och familjen rosväxter. Inga underarter finns listade i Catalogue of Life.